# Recreatiedruk
Recreatiedruk is het negatieve effect van recreatie en toerisme op de bevolking en omgeving van een gebied. Dit fenomeen wordt ook wel overtoerisme genoemd. Naast positieve effecten van de aanwezigheid van recreanten en toeristen is er vaak sprake van negatieve effecten. Of de aanwezigheid van toeristen en recreanten als negatief wordt ervaren, is sterk afhankelijk van het belang dat een persoon of groep heeft. De waardering van de bijdrage die toerisme en recreatie leveren aan de leefbaarheid verschilt onder andere naar de mate waarin personen afhankelijk zijn van deze bedrijfstak voor hun inkomen. Personen die vanwege rust en mooie omgeving in een bepaalde plaats zijn gaan wonen, reageren weer anders dan de oorspronkelijke lokale bevolking.
Onderzoekers in opdracht van het Europees Parlement definieerden overtoerisme als "de excessieve groei van bezoekers, die leidt tot overbevolking in gebieden waar inwoners te maken krijgen met consequenties van tijdelijke of langdurige pieken van het toerisme die leiden tot permanente veranderingen in hun levensstijl, toegang tot voorzieningen en algemeen welzijn."
Overtoerisme is intussen een wereldwijd en groeiend fenomeen geworden. Als oorzaken worden onder meer genoemd: goedkope vluchten door de opkomst van  lagekostenluchtvaartmaatschappijen, de geconcentreerde instroom van een groot aantal toeristen bij het aanleggen van cruiseschepen, en de explosieve groei van online marktplaatsen voor vakantieverhuring zoals Airbnb.

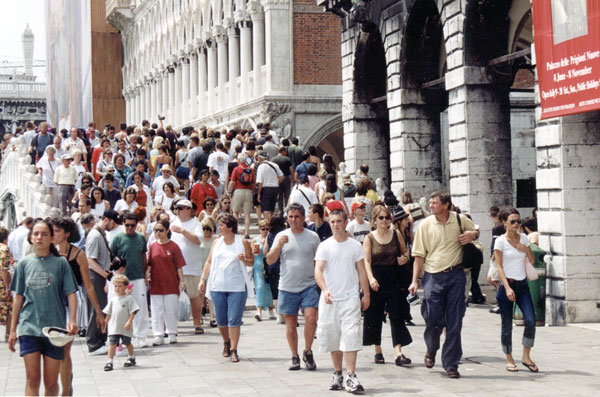
De constante stroom toeristen in Venetië in het hoogseizoen. De druk is zo groot dat veel van de oorspronkelijke bewoners de stad hebben verlaten.

## Irritatie-index
Bij het begin van een toeristisch-recreatieve ontwikkeling is de recreatiedruk nog gering, maar naarmate toerisme en recreatie succesvol zijn, neemt de druk en daarmee de irritatie toe. In navolging van de productlevenscyclus heeft men voor de reactie van een lokale bevolking op de ontwikkeling van toerisme en recreatie in een gebied een irritatie-index voor het toerisme ontwikkeld. Deze kent de volgende fasen:
- Het stadium van euforie. Toeristen worden gezien als een nieuwe bron van inkomsten. Toeristen worden als gasten verwelkomd. Contacten tussen toeristen en lokale bevolking worden op prijs gesteld
- Het stadium van apathie. De toenemende groei van toerisme en recreatie wordt voor lief genomen. Het is tenslotte een goede bron van inkomsten. De contacten tussen toeristen en lokale bevolking worden formeler. Gasten worden klanten.
- Het stadium van beginnende irritatie. De lokale bevolking heeft het gevoel de greep op de ontwikkeling te verliezen. Externe ontwikkelaars bepalen in toenemende mate richting en aard van de ontwikkeling. Het aantal bezoekers is groter dan opgevangen kan worden door de lokale voorzieningen.
- Het stadium van protest. Toeristen krijgen de schuld van alles dat irritatie geeft (hogere belastingen, te weinig ruimte, hogere prijzen, onvoldoende betaalbare woningen etc.). Er verschijnen borden met teksten als "...go home"
- In het laatste stadium staat ook vaak de concurrentiepositie van de plaats of het gebied onder druk. Andere gebieden worden aantrekkelijker. Meestal luidt dit een fase van verval in of in het beste geval een periode van lokale herbezinning op een meer gewenste toeristisch-recreatieve ontwikkeling.

De effecten van recreatie en toerisme kunnen in vier categorieën worden verdeeld:

## Effecten op economisch gebied
Toerisme en recreatie leiden dikwijls tot een vergroting van de werkgelegenheid en tot inkomsten voor lokale overheden. Toeristisch-recreatieve bedrijven zorgen voor multipliereffecten doordat lokale bedrijven toeleveringen verzorgen voor hun activiteiten. Toeristen en recreanten zorgen voor bestedingen in het gebied die anders niet gerealiseerd zouden zijn.
Tegenover deze positieve economische effecten staan ook negatieve. De toeristisch-recreatieve bedrijvigheid is vaak seizoengebonden en veroorzaakt daarom seizoenwerkloosheid, zeker wanneer de economische structuur in een bepaald gebied eenzijdig georiënteerd is op recreatie en toerisme. Daarnaast heeft toerisme vaak een opdrijvend effect op gemeentelijke heffingen en tarieven en ook een hoger worden van het prijsniveau van goederen, diensten en onroerend goed.

## Effecten op het voorzieningenniveau
Toerisme en recreatie vergroten het draagvlak voor winkelvoorzieningen en horecavoorzieningen, maar leiden vaak tot een zeer eenzijdig aanbod. De souvenirwinkels in Volendam, de Nutellawinkels in Amsterdam en over de wereld de hamburgertenten van Amerikaanse snit gaan vaak ten koste van het winkelapparaat voor de inwoners. Openluchtrecreatievoorzieningen (zwembaden, sportaccommodaties) hebben wel meer kans te renderen. 
In het hoogseizoen tracht men door allerlei activiteiten het bezoek aan een plaats of gebied te bevorderen (festivals, braderieën, culturele evenementen etc.). Deze activiteiten vergroten de levendigheid en hebben doorgaans een gunstig effect op de bestedingen.
Daar tegenover staan in het toeristenseizoen grote druk op de aanwezige voorzieningen zoals parkeerplaatsen, langere wachttijden in winkels, overschrijding van de drempelwaarden voor het goed functioneren van medische voorzieningen en een overbelasting van het politieapparaat. Grootschalige voorzieningen op het gebied van de detailhandel bedreigen de levensvatbaarheid van kleinschalige voorzieningen. De laatste worden in het hoogseizoen als het ware weggedrukt en hebben in het laagseizoen nauwelijks overlevingskansen.

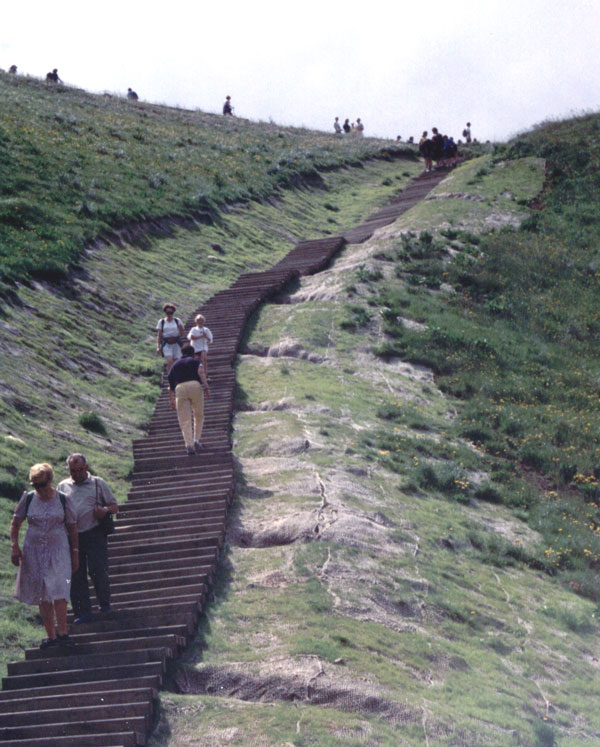
Erosie op de helling van de Puy de Sancy (Plateau Central, Frankrijk) door de jarenlange stroom van wandelaars.

## Effecten op de natuurlijke omgeving
Onder invloed van toerisme en recreatie ontstaan initiatieven om het cultureel erfgoed te beschermen en waar mogelijk te herstellen. De bestaande infrastructuur wordt aangepast en verbeterd (wegen, riolering, waterzuivering, verlichting etc.). Natuur en milieu worden belangrijk voor de beeldbepaling en daardoor komt er geld beschikbaar voor natuurontwikkeling en -voorlichting.
Zowel cultuurlandschappen als halfnatuurlijke en natuurlijke landschappen kunnen aangetast worden door niet ingepaste grootschalige voorzieningen en overnachtingsfaciliteiten. Grote bezoekersaantallen leiden tot aantasting van natuurwaarden (verstoring, erosie, vervuiling). Overdreven aandacht voor het culturele erfgoed heeft als mogelijk neveneffect de 'musealisering' van het landschap en nederzettingen. Er is verkeersoverlast en milieuvervuiling. Ook twitching kan natuurschade met zich meebrengen.

## Effecten op het sociaal klimaat
Toeristen en recreanten brengen als het ware leven in de brouwerij en kunnen ervoor zorgen dat het isolement van perifeer gelegen gebieden wordt doorbroken. De confrontatie van bezoekers van elders maakt de lokale bewoners bewust van de waarde van de eigen streek.
Het negatieve effect van toerisme en recreatie vertaalt zich in een vergrote kans op criminaliteit en vandalisme. De verschillende dagritmes van bezoekers en bewoners leidt tot irritatie (geluidsoverlast in nachtelijke uren). Het lokale culturele leven komt in het hoogseizoen vrijwel stil te liggen. Men verliest het gevoel thuis te zijn in de eigen woonomgeving.

## Reacties
Reacties tegen overtoerisme zijn niet nieuw, maar halen pas vrij recent de media. Zo waren er in augustus 2017 enkele opstootjes in Barcelona en Palma de Mallorca.  
Met name in Zuid-Europa groeien de protesten en de sociale bewegingen tegen het fenomeen. Dat heeft geleid tot organisaties zoals de Assembly of Neighborhoods for Sustainable Tourism (ABTS) en het Network of Southern European Cities against tourism (SET).

## Maatregelen
Wereldwijd treffen overheden maatregelen om overtoerisme tegen te gaan of minstens te ontmoedigen: 
- toegang tot toeristische zones beperken: zo kondigde de stad Dubrovnik aan dat vanaf 2018 maximaal 4.000 mensen tegelijkertijd worden toegelaten binnen de muren[9]
- het aantal en/of de toegangsroute van cruiseschepen beperken: in Dubrovnik is afgesproken dat er vanaf 2018 maar twee cruiseschepen per dag binnenmogen, in plaats van vijf;[9] maar ook andere plaatsen zoals Santorini,[10] Venetië[11] en Marseille hebben beperkingen ingevoerd of zijn van plan dit te doen
- de toeristenbelasting verhogen
- het aantal vakantiewoningen beperken: verschillende grote steden, onder meer Barcelona, hebben vakantieverhuring door Airbnb aan banden gelegd en maatregelen genomen om het toerisme te matigen.

Ook de wereldfederatie van de toeristische industrie pleit voor een duurzamer beleid op langere termijn. De World Travel and Tourism Council gaf in 2017 het studiebureau McKinsey & Company de opdracht een uitgebreid rapport op te stellen: Coping with success: Managing overcrowding in tourism destinations. Daarin hoopt de federatie de positieve aspecten van het toerisme te kunnen vrijwaren met een doordacht beleid. Om te beginnen wil het objectieve meetinstrumenten bezorgen, aangezien overtoerisme volgens de WTTC een kwestie van perceptie is. Als algemene aanbeveling pleit het rapport voor een beleid van duurzaam toerisme op lange termijn, dat:
- steunt op degelijk en actueel feitenmateriaal,
- tot stand komt in overleg met alle betrokken partijen (commercieel, overheid, en plaatselijke bevolking)
- en duurzaam gefinancierd wordt.

Concreet bevestigt het rapport de gangbare maatregelen, zoals bezoekers spreiden in de tijd en over sites, een gedifferentieerd prijzenbeleid voeren, de toeristenaccommodatie reguleren, en zo nodig de toegang beperken of zelfs afsluiten. 